# Лутфулла, Ибрахим Халил
Ибрахим Халил Ибрахим Абдулла Лутфулла (араб. إبراهيم خليل إبراهيم عبد الله لطف الله‎; род. 24 сентября 1992, Jidhafs) — бахрейнский футболист, вратарь клуба «Аль-Ахли» (Манама) и национальной сборной Бахрейна. Участник Летних Азиатских игр 2010 года.

## Клубная карьера
Начал карьеру в сезоне 2014/15 в стане команды «Аль-Наджма». После играл за клубы «Аль-Хидд» (2015—2016) и «Аль-Хала» (2016—2017).
Летом 2017 года присоединился к клубу «Ист Риффа».

## Карьера в сборной
Вызвался на Летние Азиатские игры 2010 года в Гуанчжоу (Китай), но в составе Бахрейна на турнире не играл.
В составе национальной сборной Бахрейна дебютировал 6 февраля 2013 года в матче квалификации на Кубок Азии 2015 года против Йемена (2:0). В следующий раз в футболке сборной сыграл спустя семь лет — 7 ноября 2020 года в товарищеской встрече с Таджикистаном (1:0).
23 мая 2021 года принял участие в товарищеском матче против Украины (1:1).